# ديفيد جي. فوستر
ديفيد جي. فوستر هو محامي وسياسي أمريكي، ولد في 27 يونيو 1857 في بارنيت في الولايات المتحدة، وتوفي في 21 مارس 1912 في واشنطن العاصمة في الولايات المتحدة. نشط حزبياً في الحزب الجمهوري. وقد انتخب عضو مجلس النواب الأمريكي ‏.